# Хабуго
Хабуго (ісп. Jabugo) — муніципалітет в Іспанії, у складі автономної спільноти Андалусія, у провінції Уельва. Населення — 2388 осіб (2010).
Муніципалітет розташований на відстані близько 380 км на південний захід від Мадрида, 75 км на північ від Уельви.
На території муніципалітету розташовані такі населені пункти: (дані про населення за 2010 рік)
- Хабуго: 1321 особа
- Ель-Кехіго: 11 осіб
- Ель-Репіладо: 808 осіб
- Лос-Ромерос: 248 осіб

## Демографія
Динаміка населення (INE ):